# Heliacus fallaciosus
Heliacus fallaciosus is een slakkensoort uit de familie van de Architectonicidae. De wetenschappelijke naam van de soort is voor het eerst geldig gepubliceerd in 1872 door Tiberi.